# Melécio III de Constantinopla
Melécio III de Constantinopla (em grego: Μελέτιος Γ΄; 1772 – 28 de novembro de 1845) foi patriarca ecumênico de Constantinopla por sete meses em 1845.

## História
Melécio nasceu na ilha grega de Ceos em 1772 e serviu como protossincelo do Patriarcado Ecumênico durante o patriarcado de Agatângelo de Constantinopla até ser eleito bispo metropolitano de Amásia em 1828. Em 1830, ele foi eleito metropolitano de Tessalônica e permaneceu lá até maio de 1841, quando foi nomeado para a metrópole de Cízico. Em 18 de abril de 1845, Melécio foi eleito para o trono patriarcal, mas morreu apenas sete meses depois, em 28 de novembro do mesmo ano.
Apesar de seu curto patriarcado, Melécio conseguiu realizar muitas coisas. Em particular, ele revisou a forma como eram eleitos os bispos titulares e, graças à sua insistência, foi trocado o brasão dos sacerdotes ortodoxos armênios. Finalmente, Melécio decidiu não hospedar arciprestes ou ex-patriarcas na recém-fundada Escola Teológica de Halki.